# プロ野球28会
プロ野球28会（プロやきゅうにっぱちかい）とは、1953年（昭和28年）度（1953年4月2日から1954年4月1日まで）に出生した、日本野球機構(NPB)の各チームに所属していたプロ野球選手による親睦団体。日本のプロ野球界初の同級生による親睦団体で、28会発足後、昭和21年会、40年会、55年会など多くの団体が誕生している。
2022年現在、中畑、梨田、真弓、田尾、落合の5人が一軍監督を経験している。2009年から2011年までの3年間は梨田（日ハム）、真弓（阪神）、落合（中日）が同時に指揮を執り、12球団中3球団の監督が28会という時期もあった。
会長である中畑清が引退し、野球解説者に転身した1990年より、活動を開始している。
設立当時は、落合博満、真弓明信、若菜嘉晴ら一部人物はまだ現役選手であった。

## 主な活動
1990年の設立後、全国各地で少年野球教室や各種のチャリティイベントを通じて、青少年の健全な育成及びスポーツの普及発展、社会課題の解決に努めることを目的として活動している。
毎年チャリティオークションを行い、収益金の全額を開催地に寄付。これまでに盲導犬育成支援、高齢者向け車椅子の寄贈、スポーツ振興支援、交通／震災遺児・孤児の修学支援などを行なっている。
東日本大震災では、津波で流された多くの少年野球チームにユニフォームをはじめとする野球用具を寄贈したほか、その後5年間にわたり、東京ドームや横浜スタジアムに被災したチームを招待するなど、精力的な支援活動を実施している。

## 所属メンバー
出典：
※所属チームは現役中、最も在籍期間の長かったチームとする。†は物故者を表す。チーム名は会員が最初に入団した時代のチーム名で記述している。
| 球団     | メンバー |
| -------- | --- |
| 巨人     | 中畑清（会長）、平田薫、金島正彦、二宮至、中司得三、新谷裕二、坂東順司、福島知春†                             |
| 阪神     | 真弓明信（副会長）、峯本達雄、大町定夫、中山悌一、西山毅、玉城正富、浅野憲一、表浩太郎、江島聖一              |
| 広島東洋 | 岡義朗（代表幹事）、根建忍、山本和男、高木真一、濱納一志、山形和幸                                            |
| 中日     | 田尾安志（副会長）、中嶋愛和、福田功、平松秀敏、水谷啓昭、大河原栄、猪田利勝、藤沢哲也†                       |
| ヤクルト | 水谷新太郎、上水流洋、松岡清治                                                                                |
| 横浜大洋 | 若菜嘉晴、笹川博史、竹内広明、田村政雄、若林憲一、河原政明、渡辺省吾、藤池昇龍†                               |
| 西武     | 大石友好、大屋好正、行沢久隆、春日昭之介、木村広、斎藤輝美、永射保†                                           |
| 近鉄     | 梨田昌孝（副会長）、羽田耕一、吹石徳一、藤瀬史朗、山下千春、尾西和夫、佐藤文男、橘健治、鳥坂九十九、香川正人† |
| 阪急     | 八木茂 |
| 日本ハム | 岩井隆之、川原昭二、保坂英二、中西弘明                                                                        |
| ロッテ   | 落合博満（副会長）、庄司智久、劔持節雄、松田光保、薗部潔史、奥田直也、仲清司、北川裕司、佐々木信行            |
| 南海     | 定岡智秋、名取和彦、森口益光、飯山正樹、鶴崎茂樹、平沢隆好、稲生高善、山本利一、山本雅夫†                     |